# الکساندر کوویلیر
الکساندر کوویلیر (انگلیسی: Alexandre Cuvillier؛ زادهٔ ۱۷ ژوئن ۱۹۸۶) بازیکن فوتبال اهل فرانسه است.
از باشگاه‌هایی که در آن بازی کرده‌است می‌توان به باشگاه فوتبال نانسی، باشگاه فوتبال لانس، باشگاه فوتبال کان، باشگاه فوتبال استاد برستوا ۲۹، و باشگاه فوتبال استاد رنس اشاره کرد.